# バジル・リングローズ
バジル・リングローズ（Basil Ringrose、1653年～1686年没?）は、イングランドのバッカニア（海賊）。学者でもあり、航海の様子を詳細に記録した。この記録はアレクサンドル・エスケメリングの「アメリカのバッカニア(The buccaneer of America)」1684年版として出版された。

## 略歴

### 初期の人生
リングローズはロンドンにてリチャードおよびメアリ・リングローズの元に生まれ、1653年1月28日に聖マーティン・イン・ザ・ミルズ教会で洗礼を受けた。ほかの詳しい生い立ちは不明だが、フランス語やラテン語、スペイン語を習得していた。

### 最初の航海
リングローズがなぜバッカニアの一味に加わったのかは不明だが、1679年3月から海賊行為についての記録をつけ始め、プエルト・ベリョを掠奪したのちにダリエン地峡を横断し、パナマの町を襲撃した。一味にはバーソロミュー・シャープ、ジョン・コクソン、リチャード・ソーキンズ、ジョン・クック (海賊)、ライオネル・ウェーファー、ウィリアム・ダンピアらがいた。語学に精通していたリングローズは一味の中で通訳として重宝され、尊重されていた。また、ダンピアは彼のことを「私の聡明な友人リングローズ氏」と記していることから、親しくしていたと思われる。
1681年4月17日、当時トリニティ号の船長の座にあったシャープに対して不信任の投票が行われた。一味は分裂し、ダンピア、クック、ウェーファーらはシャープに反旗を翻して船を去り、リングローズはシャープを支持して船に残った。およそ50人が離反したのち、一味はトリニティ号を改修していくつかの船を拿捕・掠奪した。エクアドルのプラタ島に寄港したさい、リングローズは舵手のジェームズ・チャッペルと決闘したが、どのような結果になったのかは不明である。一味はホーン岬を回航して翌年の1月にアンティグアに到着した。当地で一味は解散することになり、リングローズはロバート・ポーティーン船長のリスボン・マーチャント号に乗ってイギリスに帰国した。ダートマスに到着したのは3月26日のことであった。

### 二度目の航海
帰国したリングローズだったがわずか1年半で再び航海に出かけ、1683年10月、スウォン船長のシグネット号で南海に向かった。数か月後に同じくスウォンの部下となったダンピアは「彼はこの航海に気がなかったが、食うに困ってやむなく引き受けた」と記している。
スウォンの一味はバッカニアたちと同盟を結んでスペイン人の町を襲撃し、メキシコ沿岸のサンタ・ペカケという小さな町を占領した。この掠奪の最中、武装したスペイン人たちが近くまで迫っていると聞いたスウォンは部下たちの半分に掠奪品を持って停泊地に戻らせたが、彼らはスペイン人の待ち伏せにあって殺されてしまった。この中にリングローズも含まれていたのである。彼は32か3の若さで生涯を終えた。